# Banatski Dvor
Banatski Dvor (serbisch-kyrillisch Банатски Двор; ungarisch: seit 1867 Szőlősudvarnok vorher Törzsudvarnok; deutsch: Rogensdorf, Rogendorf oder Roggendorf) ist ein Dorf in der Opština Žitište in der Vojvodina (Serbien). Der Ort hatte laut Volkszählung im Jahr 2002 1263 Einwohner.

## Geographie
Banatski Dvor liegt nordwestlich der Stadt Žitište. Durch den Ort führt die Straße zwischen Zrenjanin und der rumänischen Stadt Timișoara.

## Geschichte
Heute bilden das Dorf Bantaski Dvor, die zwei ehemalig eigenständigen Dörfer Banatski Dvor und (Banatski) Dušanovac, die seit 1921 langsam zum heutigen Dorf verschmolzen sind.
Die erste Erwähnung findet Banatski Dvor unter dem Namen Udvarnok im Jahr 1332. Diesem folgt die Nennung im 14. und 15. Jahrhundert als Selešudvarnok (ungarisch: Szőlősudvarnok). Damit reiht sich der Ort in die Liste der ältesten Orte im Banat.
1921 begann die Zuwanderung serbischer Siedler aus Trebinje, Bileća und Glamoč. Diese gaben dem Ort den Namen Banatski Dvor.

## Wirtschaft
Unter dem Ort befindet sich ein unterirdisches Lager für Erdgas, welches, nach dem im Jahr 2010 gründeten Joint Venture des serbischen Gasunternehmens Srbijagas und dem russischen Konzern Gazprom im Oktober 2011 in Betrieb ging und an die Erdgas-Pipeline South Stream angeschlossen werden soll.

## Demografie
Im Ort leben 987 volljährige Einwohner, deren Durchschnittsalter bei 38,7 Jahren liegt (40,6 bei den weiblichen Einwohnern und 38,8 bei den männlichen). In den 429 Haushalten leben durchschnittlich 2,94 Personen. Statistiken aus dem Jahr 2002 weisen mit rund 47 % eine knappe serbische Mehrheit auf. Seit 1948 fiel die Einwohnerzahl von damals 2177 um fast die Hälfte.

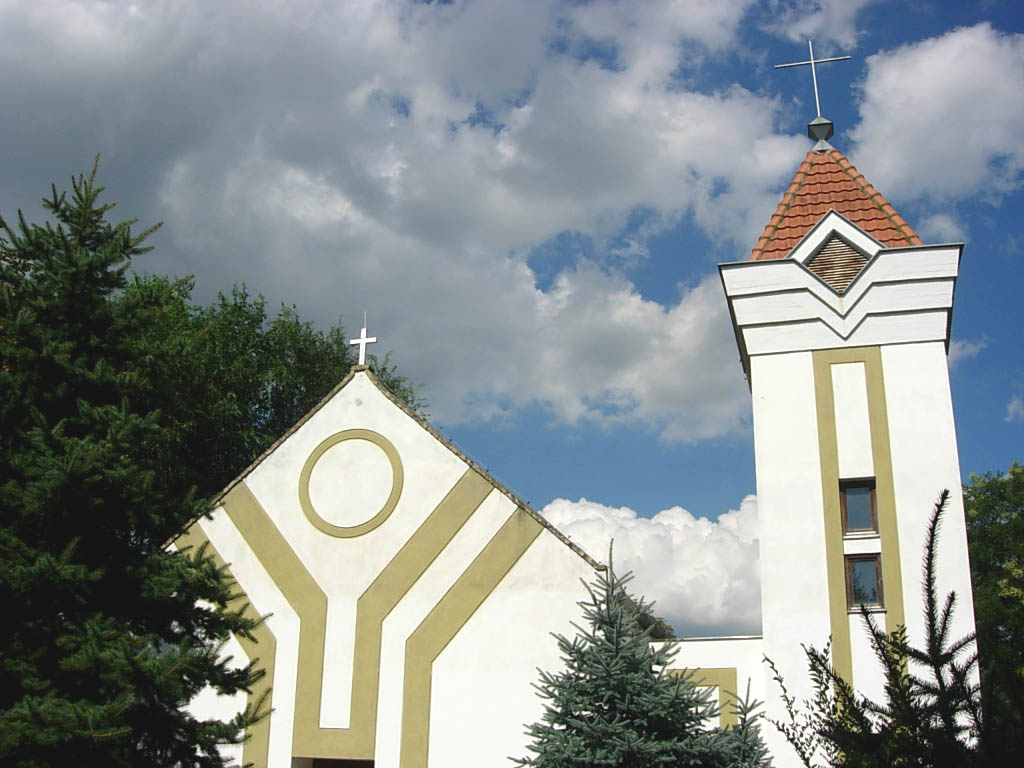
Die römisch-katholische Kirche Hl. Jungfrau Rosalia im Dorf

## Religion
Im ethnisch gemischten Dorf bekennt sich der Großteil der Bevölkerung entweder zur Serbisch-orthodoxen Kirchen oder zur Römisch-katholischen Kirche.
Im Dorf steht die serbisch-orthodoxe Filialkirche Hl. ehrwürdige Mutter Petka Paraskeva aus dem Jahre 2000. Auch stehen zwei Römisch-katholische Kirchen in Banatski Dvor. Im Dorfteil Banatski Dvor, steht die Kirche hl. Jungfrau Rosalia und im Dorfteil Dušanovac die Mariä-Geburt-Kirche, geweiht der Mariä Geburt.